# Diabetes MODY
A diabetes MODY (do inglês Maturity onset diabetes of the young) refere-se a qualquer uma das várias formas hereditárias de diabetes que tenha como causa mutações em determinado gene dominante autossomático (herdado de qualquer dos progenitores), o que interfere com a produção de insulina. É por vezes referida como diabetes monogénica, de modo a distingui-la dos tipos mais comuns de diabetes (sobretudo do tipo 1 e tipo 2), os quais são o resultado de uma série de causas complexas e que envolvem vários genes e factores ambientais.